# Vidro de urânio

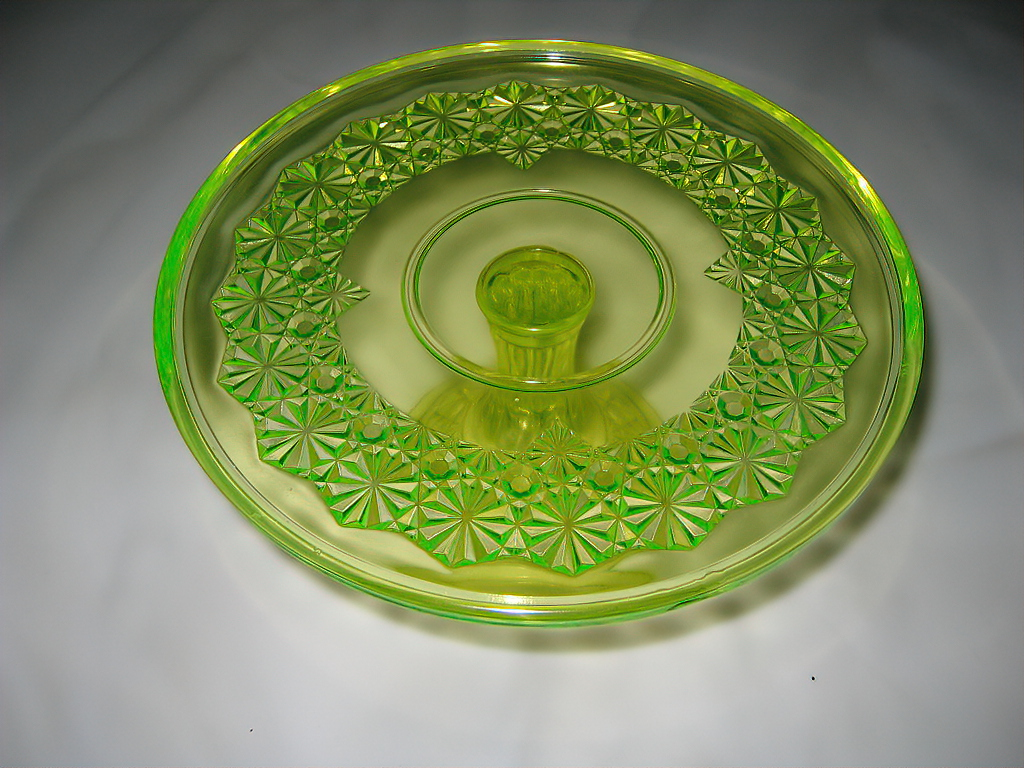
Objeto decorativo feito de vidro de urânio.

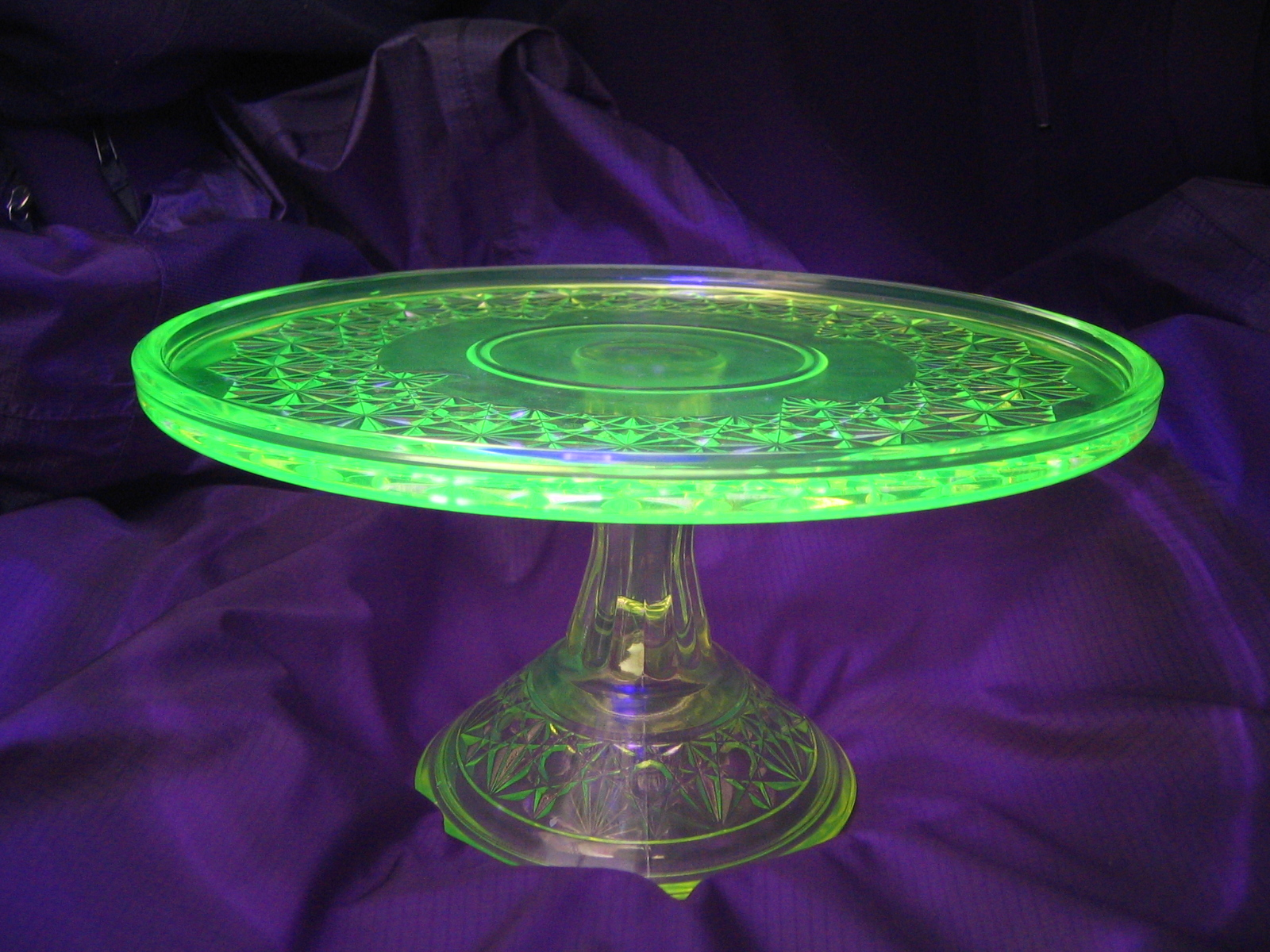
Objeto decorativo feito de vidro de urânio sobre luz ultravioleta.

O vidro de urânio é vidro que contém urânio, geralmente em forma de óxido diuranato, adicionado a uma mistura de vidro antes da fusão. A proporção, geralmente, varia de níveis para cerca de 2% em peso de urânio, apesar de que no século XIX, peças foram feitas com até 25% de urânio.
O vidro de urânio era feito, algumas vezes, em mesas e artigos domésticos, mas caiu fora de uso generalizado quando a disponibilidade de urânio para a maioria das indústrias foi severamente usada durante a Guerra Fria. A maior parte desses objetos são agora considerados antiguidades ou colecionáveis, embora tenha havido uma menor evolução na arte do vidro. Caso contrário, o moderno vidro de urânio está agora limitada principalmente a pequenos objetos como esferas ou mármores como novidades científicas ou decorativa. Devido a fraca radioatividade do urânio e além de sua pequena quantidade misturada ao vidro não é considerado um material de risco no uso humano.